# Guatemala Future Series 2023
Die Guatemala Future Series 2023 im Badminton fand vom 20. bis zum 25. Juni 2023 in Guatemala-Stadt statt.

## Sieger und Platzierte
| Disziplin    | Gold                                                     | Silber                                           | Bronze                                               |
| ------------ | -------------------------------------------------------- | ------------------------------------------------ | ---------------------------------------------------- |
| Herreneinzel | Muhammad Sultan Nurhabibu Mayang                         | Mark Shelley Alcala                              | Muhammad Halim As Sidiq                              |
| Herreneinzel | Muhammad Sultan Nurhabibu Mayang                         | Mark Shelley Alcala                              | Kaito Sugawara                                       |
| Dameneinzel  | Tomoka Miyazaki                                          | Mei Sudo                                         | Vanessa Maricela Garcia Contreras                    |
| Dameneinzel  | Tomoka Miyazaki                                          | Mei Sudo                                         | Maria Delia Zambrano                                 |
| Herrendoppel | Muhammad Halim As Sidiq Muhammad Sultan Nurhabibu Mayang | Jose Luis Granados Morales Antonio Emanuel Ortiz | Kevin Barkman Victor Ho                              |
| Herrendoppel | Muhammad Halim As Sidiq Muhammad Sultan Nurhabibu Mayang | Jose Luis Granados Morales Antonio Emanuel Ortiz | Yeison Esleiter Del Cid Alvarez Christopher Martínez |
| Damendoppel  | Mei Sudo Nao Yamakita                                    | Tomoka Miyazaki Maya Taguchi                     | Paula Lozoya Fatima Rio                              |
| Damendoppel  | Mei Sudo Nao Yamakita                                    | Tomoka Miyazaki Maya Taguchi                     | Alejandra José Paiz Quân Mariana Isabel Paiz Quan    |
| Mixed        | Daigo Tanioka Maya Taguchi                               | Kenta Matsukawa Nao Yamakita                     | Christopher Martínez Mariana Isabel Paiz Quan        |
| Mixed        | Daigo Tanioka Maya Taguchi                               | Kenta Matsukawa Nao Yamakita                     | Alvaro Rio Fatima Rio                                |